# (9718) Gerbefremov
(9718) Gerbefremov (1976 YR1) – planetoida z pasa głównego asteroid okrążająca Słońce w ciągu 3,64 lat w średniej odległości 2,36 j.a. Odkryta 16 grudnia 1976 roku.